# Make a Scene
Albums de Sophie Ellis-Bextor
Trip the Light Fantastic
(2007) Wanderlust
(2014)
Singles
1. Heartbreak (Make Me a Dancer)
Sortie : 14 juin 2009
2. Can't Fight This Feeling
Sortie : 22 février 2010
3. Bittersweet
Sortie : 3 mai 2010
4. Not Giving Up on Love
Sortie : 20 août 2010
5. Off & On
Sortie : 11 avril 2010 (Russie)
6. Starlight
Sortie : 5 juin 2011
7. Revolution
Sortie : 27 janvier 2012 (Italie)

Make a Scene est le quatrième album studio de la chanteuse britannique Sophie Ellis-Bextor. Il est sorti le 18 avril 2011 en Russie.

## Classements des ventes

### Classements hebdomadaires
| Pays        | Hit-parade                                | Meilleure position |
| ----------- | ----------------------------------------- | ------------------ |
| Royaume-Uni | UK Albums Chart                           | 33                 |
| Royaume-Uni | UK Indie Chart                            | 8                  |
| Russie      | Top Albums (Российские музыкальные чарты) | 12                 |

### Classements de fin d'année
Addition des ventes (et/ou des diffusions radio) de l'année entière.
| Pays   | Hit-parade (2011) | Position |
| ------ | ----------------- | -------- |
| Russie | Top Albums        | 40       |

### Certification
| Pays   | Source | Certification |
| ------ | ------ | ------------- |
| Russie | —      | Or            |